# ママドゥ・ルーム
- ママドゥ・ルム

ママドゥ・ルーム・エンディアイエ（Mamadou Loum N'Diaye, 1996年12月30日 - ）は、セネガル・ダカール州ダカール出身のサッカー選手。サウジ・プロ・リーグ・アル・ラーイド所属。ポジションはMF。メディアによっては『ママドゥ・ルム』と紹介されることもある。

## 経歴

### クラブ
2015年にSCブラガと契約。加入後Bチームに配属され、8月15日のジル・ヴィセンテFC戦でプロデビュー。以降Bチームでのプレーが続き、2018年6月30日にモレイレンセFCへのローン移籍が発表。11月3日のSLベンフィカ戦でプロ初ゴールを決め、敵地で3-1の勝利に貢献。2018-19シーズンは初のプリメイラ・リーガでシーズン途中まで17試合3ゴールを記録。2019年1月にFCポルトにローン移籍で加入。同シーズン終了後に完全移籍となったものの、以降は出場機会に恵まれなかった。
2021年7月23日、デポルティーボ・アラベスにローン移籍で加入したことが発表された。

### 代表
2015年に自国開催のアフリカ U-20ネイションズカップに、U-20セネガル代表で出場し準優勝。更に同年ニュージーランドで開催された2015 FIFA U-20ワールドカップでは4位入賞を果たした。2019年にフル代表初招集。3月27日のマリ戦で代表初初出場。2-1で勝利した。

## 代表歴

### 出場大会
- セネガル代表
  - 2022 FIFAワールドカップ

### 試合数
- 国際Aマッチ 3試合 0得点（2019年-2022年）[3]

| セネガル代表 | 国際Aマッチ | 国際Aマッチ |
| 年           | 出場        | 得点        |
| ------------ | ----------- | ----------- |
| 2019         | 2           | 0           |
| 2020         | 0           | 0           |
| 2021         | 0           | 0           |
| 2022         | 1           | 0           |
| 通算         | 3           | 0           |

## タイトル

### クラブ
ポルト
- プリメイラ・リーガ: 2019-20
- タッサ・デ・ポルトガル: 2019-20

### 代表
セネガル
- アフリカネイションズカップ: 2021